# 世界报 (伊朗)
《世界报》（波斯語：‎，羅馬化：Kayhan）是总部位于伊朗德黑兰的一份报纸，被称为是“最保守的伊朗报纸”。侯赛因·沙里亚特-马达里是该报现任的總編輯。根据《纽约时报》2007年的报道，该报代表了伊朗最高领袖的观点。
《世界报》在世界各地有近1000名职员。发行量有争议，BBC称其发行量在“6万份至10万份之间”，2007年《纽约时报》称发行量“约为7万份”，而2008年纽约大学法学院的一份期刊文章称发行量约为35万份。除波斯语版外，该报还发行英文版《世界报国际版》，是伊朗的第二大英文报纸。

## 历史
《世界报》创刊于1943年2月，创刊时报纸持有人为阿卜杜勒拉赫曼·法拉马尔齐，莫斯塔法·梅斯巴赫扎德任總編輯，后来法拉马尔齐转任了总编辑，梅斯巴赫扎德当了持有人。该报在伊斯兰革命前支持穆罕默德-礼萨·巴列维，在伦敦和伊朗都有发行点，伊斯兰革命前就已有100万份的发行量。1974年时世界报媒体集团自称其是“中东最大报纸和杂志的发行商”。福鲁格·梅斯巴赫扎德（莫斯塔法·梅斯巴赫扎德的妻子）亦是伊朗知名女性杂志《今日女性》的高管。
在沙阿与革命者的冲突中《世界报》和《消息报》一度受到审查。伊斯兰革命后，梅斯巴赫扎德一家的财产都被国家收缴，《世界报》、《消息报》和《伊斯兰共和报》均被政府国营化，三家媒体的出版人由最高领袖直接任命。
1980年5月，鲁霍拉·穆萨维·霍梅尼提名时任外交部长的易卜拉欣·亚兹迪为社长。此时，伦敦的《世界报》发行部门继续发行支持沙阿版的世界报（《世界报伦敦版》），但发行量很小。2006年，梅斯巴赫扎德在洛杉矶美国逝世。
《世界报》的报道涵盖政治、社会、经济等话题。

## 政治立场
目前，《世界报》支持伊朗政府，支持马哈茂德·艾哈迈迪内贾德的政策。沙里亚特-马达里自述报纸的使命是“保卫伊斯兰革命的意识形态”。《金融时报》的前驻伊朗记者加雷斯·斯迈思认为《世界报》代表了伊斯兰原教旨派的意识形态。
沙里亚特-马达里本人拒绝诸如“保守主义”、“原教旨主义”这样的称呼，并表示“这让我们听起来像塔利班”。他自述自己和同事是“原则主义派”，该派在伊斯蘭議會占多数席位。《世界报》团队的一些人（如吴拉姆-阿里·哈达德-阿德尔、赛义德·贾利利）还自称是“新原则主义派”。

## 争议
2010年，该报因法国第一夫人卡拉·布魯尼为涉嫌通奸杀夫的萨基内·穆罕默迪·阿什蒂亚尼求情而称布鲁尼是“破坏他人婚姻的伪善妓女”、“意大利妓女”，又说布鲁尼和阿什蒂亚尼一样私生活混乱，还指责另一位女星伊莎贝尔·阿佳妮也是“妓女”。法国外交部发言人称这一言论“不可接受”。伊朗官方8月31日公开发表声明，谴责了《世界报》的行为。伊朗外交部发言人拉明·蒙曼帕勒斯特在例行发布会上说：“使用侮辱言辞攻击外国官方人员是不正确的，该行为并未得到伊朗政府的批准”，然而，同日《世界报》继续攻击布鲁尼是“妓女”。
2020年，伊朗宣布驱逐無國界醫生，随后《世界报》发文称无国界医生是“美国的傀儡”，因为“无国界医生的总部在法国，而反伊朗组织的总部都在法国”。
2022年4月28日，纳粹大屠殺紀念日，《世界报》在头版发表社评支持阿道夫·希特勒。